# Византийская риторика
Византийская риторика — использование и развитие приёмов риторики в период существования Византии. Риторика в Византии относилась не только к технике ораторского искусства, но также являлась концептуальной основой литературной теории.
Наряду с грамматикой и философией, риторика входила в тривиум и считалась важнейшей часть среднего уровня обучения. Также риторика входила в программу специализированных высших учебных заведений («университетов»), в Константинопольском университете её преподавал митрополит Никейский Александр. В константинопольской Патриаршей школе с XII века существовала должность магистра риторов (др.-греч. Μαΐστωρ των ρητόρων). В рамках образовательного процесса риторические приёмы использовались в ходе диспутов, проводимых перед дромологофетом.
Австрийский византинист Герберт Хунгер прослеживает греческую риторику от существовавшей с V века до н. э. традиции свободной речи в Древних Афинах. Византийцы следовали классической теории риторики Аристотеля, выделяя три её раздела: политическую, судебную и эпидейктическую. С течением времени значение сохранила только последняя, риторика утратила прикладной характер и стала академической дисциплиной. В I—IV веках развитие риторики происходило в рамках второй софистики. Граница между эпохой Второй софистики и началом византийской риторики чётко не определяется. Из вторых софистов на византийскую риторику наибольшее влияние оказали Гермоген Тарсский, Теон Александрийский и Менандр. Самый ранний комментарий на Гермогена был создан в V веке Сирианом Александрийским, множество их было создано после X века. С IV века риторическое образование было признано государством и церковью. Сборники риторических упражнений назывались прогимнасмы. Широкой известностью пользовались прогимнасмы Афтония Антиохийского.
Спецификой византийской литературной теории, затрудняющей её классификацию и изучение её исторического развития, Сергей Аверинцев называет отсутствие в ней «ситуации спора». Как отмечает П. Лемерль, в средневизантийский период отношение к литературному наследию античности стало носить «трансцендентный и полуритуальный характер». Древние произведения читали мало, довольствуясь сборниками цитат, воспринимая их как «склад вспомогательных средств». «Риторикой» в данном случае французский византинист называет функцию или роль, совокупность заимствованных из классического эллинизма методов и условных правил, подобную роли стиля в искусстве.
Стараниями греческих учёных Возрождения рукописи античных риторов стали известны на Западе. Сборники трактатов по риторике публиковал Альд Мануций.